# Фильчагин, Алексей Андреевич
Фильчагин Алексей Андреевич (30.03.1923, Нижегородская область — 05.05.1991) — полный кавалер ордена Славы, старшина.

## Биография
Родился 30 марта 1923 года в деревне Новая Алексеевка Починковского района Нижегородской области. Окончил 7 классов. Трудился в колхозе.
В Красной Армии и в боях Великой Отечественной войны с октября 1941 года. Вначале был стрелком, потом укладчиком парашютов в 7-м воздушно-десантном корпусе, затем войсковым разведчиком. Долгие месяцы проводил в глубоких тылах врага, разведывал его коммуникации, держал связь с партизанами и подпольными группами, нередко вместе с народными мстителями участвовал в схватках с вражескими захватчиками.
За время действия в тылу противника в декабре 1943 — январе 1944 года ефрейтор Фильчагин в составе разведывательно-диверсионной группы уничтожил 5 грузовых автомобилей с боеприпасами и военным имуществом, вырезал 250 м телефонной линии связи, уничтожил 6 человек противника. При освобождении Крыма неоднократно проникал во вражеский тыл. 10-12 апреля 1944 года в районе города Симферополя добыл для командования ценные сведения.
Приказом от 18 мая 1944 года ефрейтор Фильчагин Алексей Андреевич награждён орденом Славы 3-й степени.
В период с 26 августа по 25 ноября 1944 года, находясь в глубоком тылу противника на территории Чехословакии в районе реки Ондава, старшина Фильчагин более 30 раз выполнял разведывательные задания, дважды захватывал «языков».
Приказом от 19 января 1945 года старшина Фильчагин Алексей Андреевич награждён орденом Славы 2-й степени.
Весной 1945 года разведывательно-диверсионная группа под командованием старшины Фильчагина свыше 60 суток находилась в глубоком тылу противника на территории Чехословакии (Моравия, y деревни Зубжри, недалеко от г. Валашске Мезиржичи). Бойцы вели разведку в тылу противника, обеспечивая командование 4-м Украинского фронта информацией о расположении и перемещении войск противника. При решении поставленных задач Фильчагин лично пленил двух человек противника.
Указом Президиума Верховного Совета СССР от 15 мая 1946 года за образцовое выполнение заданий командования в боях с немецко-вражескими захватчиками на завершающем этапе Великой Отечественной войны старшина Фильчагин награждён орденом Славы 1-й степени - стал полным кавалером ордена Славы.
В 1947 году был демобилизован. Вернулся на родину, работал в колхозе. В 1954 году вступил в КПСС. Скончался 5 мая 1991 года.
Награждён орденами Отечественной войны 1-й степени, Славы 3-х степеней, медалями.